# Dag van de Leraar
De Dag van de Leraar, ook Dag van de Leerkracht(en) genoemd, is een speciale dag om waardering voor onderwijzers en leraren te tonen. De dag wordt gevierd in ruim 90 landen wereldwijd. De datum is sinds 1962 enkele keren veranderd, waardoor de dag in verschillende landen op uiteenlopende momenten gevierd wordt. In onder andere België, Duitsland, Nederland en het Verenigd Koninkrijk valt de dag op 5 oktober.
Op deze dag wordt de waardering van leerkrachten benadrukt en is er aandacht voor het onderwijs als belangrijke factor in de maatschappij. Dit kan soms gepaard gaan met vieringen om hen te eren voor hun speciale bijdrage in een specifiek domein, of voor de gemeenschap in het algemeen. Er vinden verschillende evenementen plaats om de dag te markeren, van lezingen en spreekbeurten tot theater.
Het is voor veel scholen ook het moment om het onderwijzend personeel een bedankje te geven en hun leraren en leraressen in het zonnetje te zetten. Van scheurkalender en boekenbon tot een dagje uit worden er geschenken gegeven aan leraren en leraressen. Steeds vaker geven ook ouders een presentje aan de leraar of lerares van hun kinderen.
In Nederland wordt ook jaarlijks een juffen en meestersdag gevierd.

## Datum per land
22 landen vieren dag van de leerkracht op 5 oktober: Armenië, Azerbeidzjan, België, Bulgarije, Canada, Duitsland, Estland, Filipijnen, Koeweit, Litouwen, Maldiven, Mauritius, Moldavië, Nederland, Noord-Macedonië, Pakistan, Qatar, Roemenië, Rusland, Servië, Verenigde Arabische Emiraten en het Verenigd Koninkrijk.
11 landen vieren dag van de leerkracht op 28 februari: Algerije, Bahrein, Egypte, Jemen, Jordanië, Libië, Marokko, Oman, Saoedi-Arabië, Soedan en Tunesië.
| Land                         | Datum | Aantekeningen |
| ---------------------------- | --- | --- |
| Afghanistan                  | oktober | Scholen hebben een vrije dag maar studenten en leerkrachten vieren deze dag op school met traditioneel eten, muziek en geschenken voor de leerkrachten. |
| Albanië                      | 7 maart | |
| Algerije                     | 28 februari | |
| Argentinië                   | 11 september | |
| Armenië                      | 5 oktober | Armenië vierde de ‘Dag van de leerkrachten’ vroeger op de eerste zondag van oktober. Sedert 2011 is de feestdag verschoven naar 5 oktober. |
| Australië                    | Laatste vrijdag van oktober | Op de dag dat Australië de Werelddag van de leerkrachten viert, kondigt de NEiTA Stichting en de Australian Scholarships Group (ASG) de leerkrachten aan die een ASG Community Merit Award ontvangen. Als Halloween op een vrijdag valt, wordt het verplaatst naar 7 november. |
| Azerbeidzjan                 | 5 oktober | Tussen 1965 en 1994 werd het gevierd op de eerste zondag van oktober. Sinds 1994 wordt het gevierd op 5 oktober en valt het samen met de Wereldleerkrachtendag. |
| Bangladesh                   | 5 oktober | |
| België                       | 5 oktober | De dag waarop alle leerkrachten in de bloemetjes gezet worden. |
| Bhutan                       | 2 mei | Opgericht op de verjaardag van de derde koning van Bhutan, Jigme Dorji Wangchuck. Hij heeft het modern onderwijs ingevoerd in het land. |
| Bolivia                      | 6 juni | |
| Brazilië                     | 15 oktober | Een decreet dat de basisscholen in Brazilië regulariseert. De viering kreeg meer populariteit in het land en 15 oktober werd officieel benoemd als Dag van de leerkrachten in 1963. |
| Brunei                       | 23 september | Om de geboortedatum van de 28e heerser van Brunei te eren, Sultan Omar Ali Saifuddien III, ook bekend als de ‘Architect van het Modern Brunei’, die samen met anderen het belang van onderwijs had benadrukt door een beleid in te voeren waarbij de inwoners zo goed als geen vergoedingen moesten betalen om naar school te kunnen gaan. Dit beleid wordt nu gevolgd door de huidige 29e heerser die het beleid heeft uitgebreid. |
| Bulgarije                    | 5 oktober | Op 29 september 2006 werd 5 oktober erkend als Dag van de leerkrachten door de regering, |
| Canada                       | 5 oktober | Op 5 oktober trekken, samen met meer dan 100 andere landen over de hele wereld, de Canadese leerkrachten het land door om Wereld leerkrachten dag te vieren aan de hand van een publieke campagne die de bijdragen van de leerkrachten benadrukt. |
| Chili                        | 16 oktober | In 1967 werd 11 september gekozen als ‘Día del Maestro’ (Dag van de leerkrachten’). De datum werd verschoven in 1975 naar 10 december omdat de Chileense dichter Gabriela Mistral op diezelfde dag in 1945 de Nobelprijs kreeg. In 1977 werd de naam veranderd in ‘Día del profesor’ (ook Dag van de leerkrachten) en werd weer verschoven naar 16 oktober om de stichting van het ‘Colegio de Profesores de Chile’ (Leerkrachten Associatie van Chili) te eren. |
| China                        | 10 september | |
| Colombia                     | 15 mei | Deze dag staat voor de benoeming van San Juan Bautista de la Salle als de patroonheilige van de leerkrachten. In 1950 heeft de paus Pius XII de goedkeuring van La Salle als patroonheilige voor leerkrachten wegens het opkomen voor moderne educatie ingewilligd. De heilige vinder begreep dat onderwijs voor kinderen een verplichting is voor iedereen. De meeste scholen in zijn tijd ( 1651-1719) accepteerde enkel jonge mensen die studeerden voor politiek of diplomatie. Juan Bautista was de grondlegger van vrij en universeel onderwijs. Datzelfde jaar verklaarde de president van Colombia die dag als de Dag van de leerkrachten. |
| Costa Rica                   | 22 november | |
| Cuba                         | 22 december | Op 22 december 1961 verkondigde Cuba dat het een land was dat vrij was van analfabetisme ( Territorio Libre de Analfabetismo). |
| Duitsland                    | 5 oktober | |
| Ecuador                      | 13 april | Deze dag wordt gevierd ter herinnering van Juan Montalyo, een Ecuadoraanse leerkracht die zaadjes van ontwikkeling plantte in jonge geesten. |
| Egypte                       | 28 februari | |
| El Salvador                  | 22 juni | Wordt beschouwd als een nationale feestdag. |
| Estland                      | 5 oktober | In Estland geven de laatstejaars studenten verlof aan de leerkrachten door zelf de lessen te geven. |
| Griekenland                  | 30 januari | Vindt zijn grondslag in het Oosters Orthodox geloof; op deze datum worden de drie heilige hiërarchen Basilius van Caesarea, Gregorius van Naziane en Johannes Chrysostomus herdacht. |
| Guatemala                    | 25 juni | Een viering ter ere van de leerkracht Maria Chinchilla. Zij stierf tijdens een gewelddadig protest tegen de regering. |
| Filipijnen                   | 5 oktober | Op grond van de Presidentiële Proclamatie Nummer 242, september 2011, wordt de nationale maand van de leerkracht gevierd van 5 september tot de internationale dag van de leerkrachten op 5 oktober. Het is de langste viering om meer dan 500 000 leerkrachten te eren. Voor 2011, werd de dag van de leerkrachten op scholen gevierd tussen september en oktober (vooral op lagere en middelbare scholen). De leerkrachten krijgen corsages van orchideeën van hun leerlingen. Groepjes leerlingen van verschillende jaren voeren parodieën, dansjes en liedjes uit, of lezen een gedicht voor hun leerkrachten en in aanwezigheid van andere leerlingen tijdens schoolse activiteiten. Deze activiteiten worden door de oudere leerlingen in de leerlingenraad gepland. In de Chinees-Filipijnse scholen wordt meestal een activiteit georganiseerd door studenten voor hun leerkrachten op 27 september, terwijl 28 september, gezien als de werkelijke dag van de leerkrachten, een schoolfeestdag is waarop leerkrachten en leerlingen mogen rusten. 28 september is de dag van de leerkrachten, omdat het gezien wordt als de verjaardag van Confucius. |
| Honduras                     | 17 september | Een viering ter ere van José Trinidad Reves. |
| Hongarije                    | De eerste zondag van juni | |
| Hongkong                     | 10 september | Voor de teruggave aan China in 1997 was de Dag van de leerkrachten op 28 september. Na de teruggave aan Republiek van China is de dag veranderd naar 10 september aangezien dat China het ook op deze dag viert. |
| India                        | 5 september | De geboortedag (5 september 1888) van de tweede president van India, dr. Sarvepalli Radhakrishnan, werd gekozen als dag van de leerkrachten. Leerkrachten en studenten gaan zoals altijd naar school, maar de gewoonlijke activiteiten en lessen worden vervangen door feestelijke activiteiten, dankbetuigingen en herinneringen. In enkele scholen geven de oudere leerlingen op deze dag les, om hun dankbaarheid voor de leerkrachten te tonen. Een andere dag om de leerkrachten te herdenken in India en Nepal is Guru Purnima, ook ‘Ashads Shula Pournima’ genoemd. Het wordt midden juli gevierd. |
| Indonesië                    | 25 november | De nationale dag van de leerkrachten wordt op dezelfde dag gevierd als de vorming van de Indonesische leraren associatie, de PGRI. Nationale dag van de leerkrachten is geen feestdag, maar het wordt gevierd door een ceremonie te houden als teken van waardering voor bepaalde leerkrachten, directeuren en andere leden van de school. |
| Irak                         | 1 oktober | |
| Iran                         | 2 mei | De overheid van de islamitische republiek veranderde de voormalige datum om ervoor te zorgen dat het samenvalt met de moord op dr. Morseza Motahhari op 2 mei 1979. |
| Israël                       | 23 Kislev | |
| Jamaica                      | 6 mei | De dag van de leerkrachten wordt normaal gevierd op 6 mei of op de eerste woensdag van mei. Om de dag van de leerkrachten te vieren, geven de leerlingen en ouders gewoonlijk cadeautjes aan de leerkrachten. De meeste scholen sluiten vroeger. |
| Jemen                        | 28 februari | |
| Jordanië                     | 28 februari | |
| Kameroen                     | 5 oktober | De leerkrachten in Kameroen voegden zich op dinsdag 5 oktober 2010 bij de rest van de leerkrachten om de 17de editie van de Wereld leerkrachten dag te vieren. Het thema was ‘Landen bouwen doorgangen door leerkrachten’, die dag werd beschouwd als een mogelijkheid om de leerkrachten te eren die hard werken, soms onder niet zo’n comfortabele omstandigheden, om menselijke hulpmiddelen te bouwen om de socio-economische ontwikkeling van het land te verbeteren. Erende activiteiten die op 29 september in Yaoundé begonnen met onderwijzende speechen in het Lycée Général Leclerc werden dinsdags’ afgesloten in het multifunctioneel sportcomplex Wada. |
| Koeweit                      | 5 oktober | |
| Laos                         | 7 oktober | |
| Letland                      | De eerste zondag van oktober | Eigenlijk wordt de dag van de leraren op de eerste vrijdag van oktober gevierd in scholen. Een deel van de lessen gaat niet door of wordt gehouden door leerlingen uit de hogere jaren, terwijl de leerkrachten begroet worden. |
| Libanon                      | 9 maart | Tussen 3 en 9 maart |
| Libië                        | 28 februari | |
| Litouwen                     | 5 oktober | Tussen 1965 en 1994 werd het op de eerste zondag van oktober gevierd. Sinds 1994, wordt het op 5 oktober gevierd, om samen te vallen met Wereld Lerarendag (UNESCO 1994). |
| Maldiven                     | 5 oktober | Op 5 oktober vieren scholen in de Maldiven de dag van de leerkrachten. Ze organiseren allerlei activiteiten. Kinderen en studenten geven onder meer pakketjes en cadeautjes aan hun leerkrachten. |
| Maleisië                     | 16 mei | Deze dag werd gekozen omdat, op dezelfde dag in 1956, de federale wetgevende raad van de Federatie van Malaya het Razak Raport heeft bekrachtigd. Het is een van de vier rapporten van het Comité van onderwijs over onderwijs in Maleisië. Het document, gekend als het Razak Raport, naar Tun Abdul Razak, voormalig minister van Onderwijs, vormt sindsdien de basis van onderwijs in Maleisië. Al is het geen officiële feestdag, de feesten worden toch gehouden op 16 mei, of vroeger wanneer het op een zaterdag of zondag valt. |
| Marokko                      | 28 februari | |
| Mauritius                    | 5 oktober | |
| Mexico                       | 15 mei | Op 15 mei (Día del Maestro) worden scholen in Mexico verwacht de normale activiteiten te stoppen en culturele activiteiten die de belangrijkheid en de waardigheid van leerkrachten in de maatschappij in de verf zetten, te plannen. In werkelijkheid geven sommige scholen gewoon les, anderen geven de dag vrij. De eerste dag van de leerkrachten werd gevierd op 15 mei 1918. Op 27 september 1917 werd in het Mexicaans Congress voorgesteld om 15 mei als dag te kiezen. Het werd gekeurd op 29 oktober 1917 en gepubliceerd op 5 december 1917. Er zijn mogelijks verschillende redenen voor deze datum. De eerste zegt dat in de stad San Lous Potosí op elke 15 mei een groep studenten bijeenkwam om de verjaardag van hun oud-leerkracht Isidore, genaamd naar de Heilige Isidore van Madrid (in Mexico is het de traditie om je kind de naam te geven van de heilige die de dag van de geboorte gevierd wordt), te vieren. De tweede verwijst naar een historisch event in de stad Querétaro op 15 mei 1867. |
| Moldavië                     | 5 oktober | |
| Mongolië                     | Eerste weekend van oktober | |
| Myanmar                      | 16 januari | |
| Nederland                    | 5 oktober | |
| Nepal                        | De dag van de volle maan in de maand Aashaadha.                                                                                                   | De dag van de volle maan wordt ook Ashad sukla purnima genoemd. Deze dag valt meestal midden juli. De dag van de leerkracht wordt in het Nepals “Guru Purnima” genoemd. “Guru” betekent leerkracht en “Purnima” volle maan. |
| Nieuw-Zeeland                | 29 oktober | In 2010 werden leerkrachten gestimuleerd om te betogen tegen de recente vermindering van de overheidsbijdrage in Auckland op zondag 31 oktober. |
| Noord-Macedonië              | 5 oktober | |
| Oekraïne                     | Eerste zondag van oktober | Op scholen in het hele land, wordt de dag van de leerkracht vrijdag vóór de vakantie gevierd met concerten en bijeenkomsten, waarbij de leerlingen hun leerkrachten meestal cadeaus geven zoals bloemen en chocolade. |
| Oezbekistan                  | 1 oktober | |
| Oman                         | 28 februari | |
| Pakistan                     | 5 oktober | Ze vieren de belangrijkheid van leerkrachten en kennen vorderingen aan de kwaliteit van de leerkrachten in het educatief systeem van Pakistan toe. |
| Panama                       | 1 december | Deze dag wordt de geboorte van Manuel José Hurtado herdacht. Hij staat bekend als de stichter van de Panamese educatie, dankzij zijn bevordering van moderne universele educatie door het bouwen van de eerste publieke scholen in Panama. Vervolgens deed hij dat in een deel van Colombia, strevend om de vicieuze cirkel ven onwetendheid en armoede, die het grootste deel van de bevolking aantastte, te doorbreken. Hij werd directeur-generaal van het publieke onderwijs genoemd van de staat Isthmus. |
| Paraguay                     | 30 april | |
| Peru                         | 6 juli | Tijdens de onafhankelijkheid van Peru richtte de bevrijder don José de San Martín de eerste normaalschool voor mannen op, door middel van een plan dat goedgekeurd werd door de markies van Torre-Tagle op 6 juli 1822. Vele jaren later, in 1953 besloot de president Manuel A. Odría dat de dag van de leerkracht herdacht zou worden elke 6 juli. |
| Polen                        | 14 oktober | Op deze dag werd de Commissie van Nationaal Onderwijs gesticht in 1773, dankzij het initiatief van de koning Stanislaus August Poniatowski. De gewoonte is dat kinderen bloemen en zoetigheden geven aan hun leerkrachten. De schoolse activiteiten kunnen ook worden geregeld door de studenten. |
| Qatar                        | 5 oktober | |
| Roemenië                     | 5 juni | |
| Rusland                      | 5 oktober | Tussen 1965 en 1994, werd het de eerste zondag van oktober gevierd. Sinds 1994, wordt het op 5 oktober gevierd. Het valt samen met de Internationale dag van de leerkracht (volgens UNESCO, 1994). |
| Saint Lucia                  | 4 oktober – 11 oktober (week van de leerkrachten)                                                                                                 | In 2015 werd de week van de leerkracht gevierd onder het thema “krachtige leerkrachten, maken duurzame maatschappijen”. Educatieve conferenties, boottochten en kerkdiensten vormen allemaal deel uit van de feesten voor leerkrachten in Saint Lucia. |
| Saoedi-Arabië                | 28 februari | |
| Servië                       | 5 oktober | |
| Singapore                    | Eerste vrijdag van september | Een officiële vrije dag op scholen. De vieringen van deze dag vinden normaal gezien de dag ervoor plaats. De leerlingen krijgen meestal een halve dag vrijaf. In sommige scholen voeren de studenten voorstellingen op om hun leerkrachten te entertainen en te eren. |
| Slowakije                    | 28 maart | Herdenking van de geboortedag van Jan Amos Comenius. |
| Somalië                      | 21 november | Officieel wordt de dag van de leerkracht in Somalië gevierd als nationale feestdag. Sinds 1974 viert elke school deze dag. |
| Spanje                       | 27 november | |
| Sri Lanka                    | 6 oktober | Officieel wordt de dag van de leerkracht in Sri Lanka gevierd op 6 oktober. Elke school viert deze speciale dag. |
| Syrië                        | 18 maart | |
| Taiwan                       | 28 september | Taiwan gebruikt deze dag om de bijdragen van leerkrachten aan hun studenten en aan de samenleving in het algemeen te eren. Er wordt vaak van deze dag gebruikgemaakt om dankbaarheid tegenover de leraren te uiten, door hen een bezoekje te brengen of hen een kaartje te sturen. Deze datum werd gekozen als herdenking van de geboorte van Confucius, beschouwd als model master opvoeder in het oude China. In 1939 koos het ministerie van onderwijs 27 augustus uit om de nationale feestdag te vieren, de toegeschreven verjaardag van Confucius. In 1952 veranderde de uitvoerende Yuan de dag naar september, waarbij hij verklaarde dat dit de precieze datum in de Gregoriaanse kalender was. De viering van de feestdag gebeurt in de tempels van Confucius rond het eiland, bekend als "Grote Ceremonie Gewijd aan Confucius" (祭孔大典). De ceremonie begint om 6 uur met tromgeroffel. 54 muzikanten zijn gekleed in gewaden met blauwe riemen en 36 (of 64) dansers dragen gele kledij met groene riemen. Ze worden geleid door een aanvoerder, die een afstammeling van Confucius is (momenteel Kung Tsui-chang) en gevolgd door ceremoniële officieren. Er worden drie dieren geofferd: een koe, een geit en een varken. De haren van deze opgeofferd dieren worden geplukt en haren van wijsheid genoemd. Bovendien belonen de lokale onderwijsinstituten en de burgerlijke bureaus bepaalde leraren voor hun uitmuntende en positieve invloed. |
| Thailand                     | 16 januari | In Thailand werd de dag van de leerkracht goedgekeurd in het regeringsbesluit van 21 november 1956. De eerste dag van de leerkracht werd gehouden in 1957. Op 16 januari werd de dag van de leerkracht bekrachtigd in de Teachers Act, in het boeddhistische tijdperk 2488 (1945), dat op 16 januari 1945 werd gepubliceerd in het Staatsblad en 60 dagen later in werking trad. Meeste Thaise scholen zijn op deze dag gesloten om hun leerkrachten een momentje van rust te gunnen tijdens het lange tweede semester. Vele internationale scholen vieren deze dag niet, hoewel zij ook vieringen mogen houden ter ere van hun onderwijzend personeel. Er zijn zeer weinig openbare of officiële herdenkingen van deze dag. |
| Tsjechië                     | 28 maart | De verjaardag van Jan Amos Comenius. Tsjechische studenten nomineren de leerkrachten wier aanpak hen het meest motiveert voor de competitie Zlatý Ámos (Gouden Amos). De kroning van de Gouden Amos vindt elk jaar plaats op 28 maart. |
| Tunesië                      | 28 februari | |
| Turkije                      | 24 november | Mustafa Kemal Atatürk dacht en verklaarde "De nieuwe generatie zal gemaakt worden door leraren" en als aanstaande president introduceerde hij een nieuw alfabet voor de in 1923 opgerichte Turkse Republiek. Op 24 november 1928 aanvaardde Mustafa Kemal officieel de titel van hoofdleraar van de natiescholen, verleend door het kabinet van ministers. |
| Venezuela                    | 15 januari | Op deze dag is er geen les en gedurende deze week worden alle leerkrachten geëerd voor hun steun tijdens de opbouw van het land. |
| Verenigde Arabische Emiraten | 5 oktober | |
| Verenigd Koninkrijk          | 5 oktober | |
| Verenigde Staten             | De nationale dag van de leerkracht wordt op dinsdag gevierd tijdens de Teacher Appreciation Week. Deze vindt de eerste volle week van mei plaats. | Studenten tonen waardering voor hun leerkrachten vaak door hen geschenkjes te geven of door een kaartje te schrijven om hen te bedanken. De National Education Association beschrijft de nationale dag van de leerkracht als "een dag om leraren te eren en de blijvende bijdragen die zij aan ons leven geven te erkennen". De National Education Association vertelt de geschiedenis van nationale dag van de leerkracht: De oorsprong van de dag van de leerkracht is duister. Rond 1944 begon een onderwijzer uit Wisconsin genaamd Ryan Krug te corresponderen met politieke en onderwijskundige leiders over de noodzaak van een nationale feestdag ter ere van leraren. Woodbridge schreef aan Eleanor Roosevelt en zij overtuigde in 1953 het 81e congres een nationale dag van de leraar te verkondigen. De NEA heeft samen met de gelieerde staten Kansas en Indiana en de Kansas lokale NEA tak in Dodge City het congres onder druk gezet om nationale feestdag ter ere van leraren in te voeren. Het congres riep 7 maart 1980 uit als nationale dag van de leerkrachten voor dat jaar. De NEA en dochterondernemingen bleven de dag van de leerkracht de eerste dinsdag van maart vieren tot 1985, toen de nationale PTA de eerste volledige week van mei uitriep tot Teacher Appreciation Week. De vertegenwoordigers van de NEA hebben vervolgens gestemd om de dinsdag van die week te herkennen als nationale dag van de leerkracht. Vanaf 4 november 1976 werd 6 november goedgekeurd als dag van de leerkracht in de Amerikaanse staat Massachusetts. Tegenwoordig, viert men in Massachusetts jaarlijks dag van de leerkracht de eerste zondag van juni. |
| Vietnam                      | 20 november | Deze feestdag geeft leerlingen de mogelijkheid hun respect voor hun leraar te uiten. Studenten beginnen een week op voorhand met alle voorbereidingen en vele klassen maken literatuur en kunstwerken om de dag van de leerkracht te verwelkomen, terwijl andere leerlingen lekkernijen en bloemen meenemen voor de feestjes op hun school. Studenten bezoeken hun leraren meestal thuis om hun bloemen en cadeautjes af te geven of ze organiseren een tripje met hun leraren en klasgenoten. Ook oud-studenten betuigen op deze dag respect aan hun voormalige leerkrachten. De feestdag vindt zijn oorsprong in een ontmoeting tussen opvoeders van het toenmalige communistische blok in Warschau in 1957. De dag werd voor het eerst gevierd in 1958 als de dag van de internationale manifest van opvoeders en in 1982 omgedoopt tot Vietnamese dag van de opvoeders. |
| Wit-Rusland                  | Eerste zondag van oktober | |
| Zuid-Korea                   | 15 mei (sinds 1963 in Seoul en sinds 1964 in Chungju)                                                                                             | Oorspronkelijk opgestart door een groep jeugdteamleden van het Rode Kruis die hun zieke ex-leerkrachten in ziekenhuizen bezochten. In het begin was de datum 26 mei, maar vanaf 1965 veranderde deze naar 15 mei, gedateerd naar de verjaardag van Sejong de Grote. De nationale viering van de feestdag werd stopgezet tussen 1973 en 1982, maar nadien hervat. Op deze dag schenken de leerlingen meestal anjers aan hun leerkrachten. Ex-leerlingen tonen respect voor hun voormalige leerkrachten door hen te bezoeken en hen een anjer te geven. Vele scholen zijn nu gesloten op de dag van de leerkracht vanwege de ongeremde omkoperij wat betreft de dure geschenken die vaak aan leraren gegeven worden. Scholen kunnen deze dag gebruiken om een uitstapje voor hun leerkrachten te organiseren. |
| Zuid-Soedan                  | 1 december (2011–2012); 1 oktober (2013-heden) | De president van Zuid-Soedan heeft in 2011 1 december tot dag van de leerkracht uitgeroepen, een maand voordat het land voor de eerste keer de dag van de leerkracht zou vieren. Op 1 september 2013 werd publiekelijk aangekondigd dat de datum gewijzigd was naar 1 oktober. |